# 上原種美

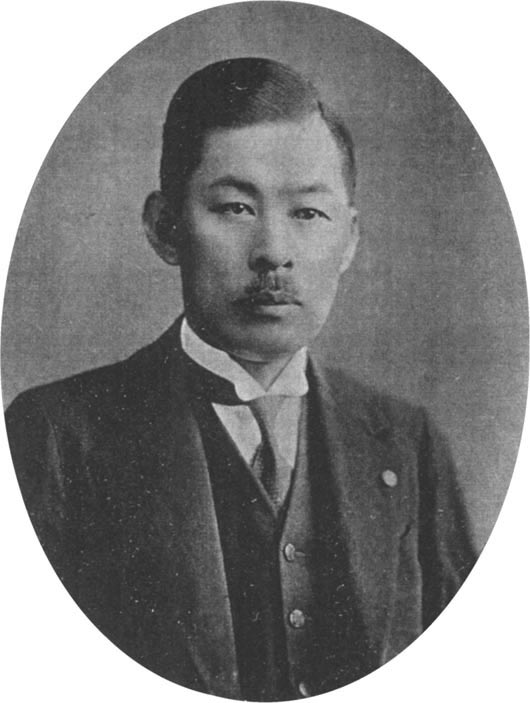
上原種美

上原 種美（うえはら たねよし、1885年（明治18年）1月1日 - 1950年（昭和25年）10月30日）は、日本の教育者、文部官僚。

## 経歴
山梨県出身。1909年（明治42年）、東京帝国大学農科大学を卒業。農商務省嘱託、文部属、文部省督学官、同図書官、同事務官、実業学務局農業教育課長などを歴任し、その間東京高等師範学校教授を兼ねた。1921年（大正10年）、三重高等農林学校校長に就任し、1939年（昭和14年）には東京農業教育専門学校校長となった。戦後の1946年（昭和21年）から霞ヶ浦農科大学学長を務めた。
その他、日本農業教育会会長、大日本教育会副会長、全国学農連盟副会長、実業教育振興会理事長、日本青年館理事などを務めた。

## 著書
- 『最新 鶏卵論』（博文館、1910年） 逢阪重助と共著